# Гришинский сельский совет (Крым)
Гришинский сельский совет (укр. Гришинська сільська рада, крымскотат. Toqulçaq köy şurası) — административно-территориальная единица в Первомайском районе Автономной Республики Крым согласно административно-территориальному делению Украины.
Население сельсовета по переписи 2001 года — 2559 человек, площадь — 76 км², депутатский корпус на 2009 год — 16 человек.
К 2014 году состоял из 3 сёл:
- Гришино
- Выпасное
- Фрунзе

## История
Гришинский сельский совет образован в 1940-х годах в составе Крымской области РСФСР. 26 апреля 1954 года Крымская область была передана из состава РСФСР в состав УССР. На 15 июня 1960 года в составе совета числились населённые пункты:

| - Выпасное - Гришино - Крыловка - Сафроновка | - Семёновка - Степное - Фрунзе - Широкое |

Указом Президиума Верховного Совета УССР «Об укрупнении сельских районов Крымской области», от 30 декабря 1962 года был упразднён Первомайский район и совет присоединили к Красногвардейскому, 8 декабря 1966 года Первомайский район был восстановлен. На 1968 год в сельсовет входило 6 сёл:

| - Выпасное - Гришино - Крыловка | - Семёновка - Степное - Фрунзе |

К 1977 году образован Степновский сельсовет, в который отошли Семёновка, Степное и Крыловка и совет обрёл нынешний состав. С 12 февраля 1991 года совет в восстановленной Крымской АССР, 26 февраля 1992 года переименованной в Автономную Республику Крым.
С 2014 года на месте сельсовета находится Гришинское сельское поселение.